# Archieparchie Diyarbakır
Archieparchie Diyarbakır či Amida je chaldejská katolická archieparchie nacházející se v Turecku.

## Území
Zahrnuje všechny věřící Chaldejské katolické církve nacházející se na území Turecka.
Biskupským sídlem je město Istanbul, kde se nachází hlavní chrám, katedrála svaté Marie.

## Historie
Přítomnost Nestorianů v horní Mezopotámii je poměrně pozdní, této oblasti dominovala především v prvním křesťanském tisíciletí přítomnost Jakobitů a Arménů. Roku 1257 se Amida stala součástí nestoriánské diecéze Maiperqat.
Katolická eparchie vznikla kolem roku 1553, kdy první katolický patriarcha Šimun VIII. získal papežský souhlas k vysvěcení pěti nových biskupů pro posílení postavení nové církve.
V letech 1681–1713 byla Amida sídlem chaldejských patriarchů.
Od 1923 byla eparchie neobsazena. Dne 3. června 1966 byla eparchie bulou Chaldaici ritus papeže Pavla VI. obnovena ve statutu archieparchie a jako sídlo bylo zvoleno město Istanbul.

## Seznam biskupů a arcibiskupů
- Eliya Hormizd Habib Asmar (1553–1583)
- Joseph Eliya (1583–1604)
- Elia d'Amida (1604–1615)
- Timothy Rabban Adam (1615–1621)
- Ishoʿyahb (1622–1628)
  - sede vacante
- Ioannes Simone (1638–1657)
- ʿAbdishoʿ (zmíněn roku 1669)
- Josef I. (1672–1691)
- Josef II. (1691–1713)
- Basil ʿAbd al-Ahad (1717–1728)
- Timothy Masaji (1728–1757)
- Timotheus Lazar Hindi (1757–1759)
- Yohannan al-Akkari (1760–1777)
- Augustin Hindi (1804–1828)
- Basilio Asmar (1828–1842)
- Giwargis Peter de Natali (1842–1867)
- Peter Titmotheus Attar (1869–1873)
- Giwargis Khayyat (1873–1894)
- Shlemun Mushe al-Sabbagh (1897–1923)
  - sede vacante (1923–1966)
- Gabriel Batta (1966–1977)
- Paul Karatas (1977–2005)
  - sede vacante (2005–2018)
- Ramzi Garmou (2018–2023)
- Sabri Anar (od 2023)